# Jutlander

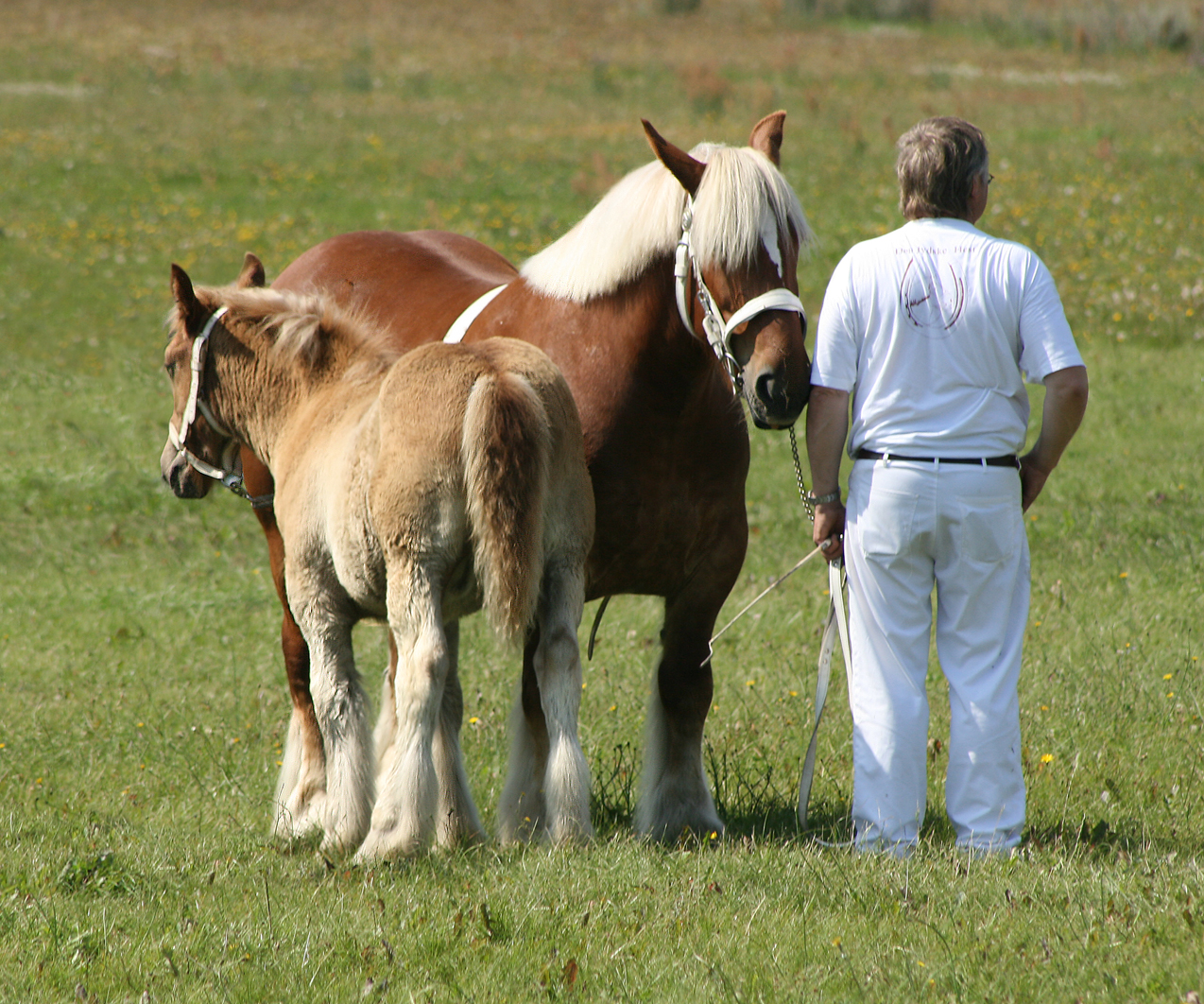
Fokker met merrie en veulen

De jutlander is een ras van zware en sterke trekpaarden afkomstig uit Jutland in Denemarken.

## Geschiedenis
Het type is gebaseerd op het Noord-Europees koudbloedpaard dat werd gebruikt door ridders in zware harnassen. Het type werd al in de 12e eeuw beschreven. Na de 16e eeuw werd haar populariteit als rijdier in Denemarken verdrongen door de frederiksborger en werden deze paarden vooral gebruikt als trekdieren in de landbouw.
Enkele keren werd gekruist met andere rassen zoals de Cleveland Bay en de Shire en rond 1860 werd het ras sterk beïnvloed door kruising met de Suffolk Punch. Het eerste hengstenregister werd opgesteld in 1881 en de eerste stamboekvereniging werd opgericht in 1887. In deze tijd vonden deze sterke paarden ook waardering in de Verenigde Staten. In de jaren 50 waren er nog zo'n 15.000 jutlanders terwijl er in 2008 nog maar net 700 geregistreerd stonden bij het stamboek.

## Uiterlijk
De stokmaat ligt tussen de 158 en 165 centimeter. Het gewicht ligt in doorsnee tussen de 650 en 800 kilo. Het ras komt tegenwoordig vooral voor in de vachtkleur zweetvos (vos met lichtere manen en staart), vergelijkbaar met de haflinger, waar deze paarden ook op lijken. Bruin komt soms ook voor.
De lichaamsbouw is stevig en gedrongen. Het hoofd is wat grof en het profiel toont een lichte ramsneus. De oren zijn groot. De hals is kort en stevig en gaat over in een vlakke schoft. De schouders zijn steil en zeer breed. De buik is breed en rond. De achterhand is krachtig en loopt af. De benen zijn robuust met stevige gewrichten en vlakke hoeven. De gangen tonen energieke actie en een krachtige draf.

## Karakter
Jutlanders gelden als werkwillig en gehoorzaam. Ze zijn sober en vitaal.

## Gebruik
De paarden werden in het verleden vooral gebruikt als trekpaarden in de landbouw. Tegenwoordig worden ze nog steeds wel eens in de landbouw  of bosbouw gebruikt en ook worden ze soms getoond op shows. Zij worden al lange tijd ingezet voor de bierwagens van de Carlsbergbrouwerij in Kopenhagen.

## Afbeeldingen

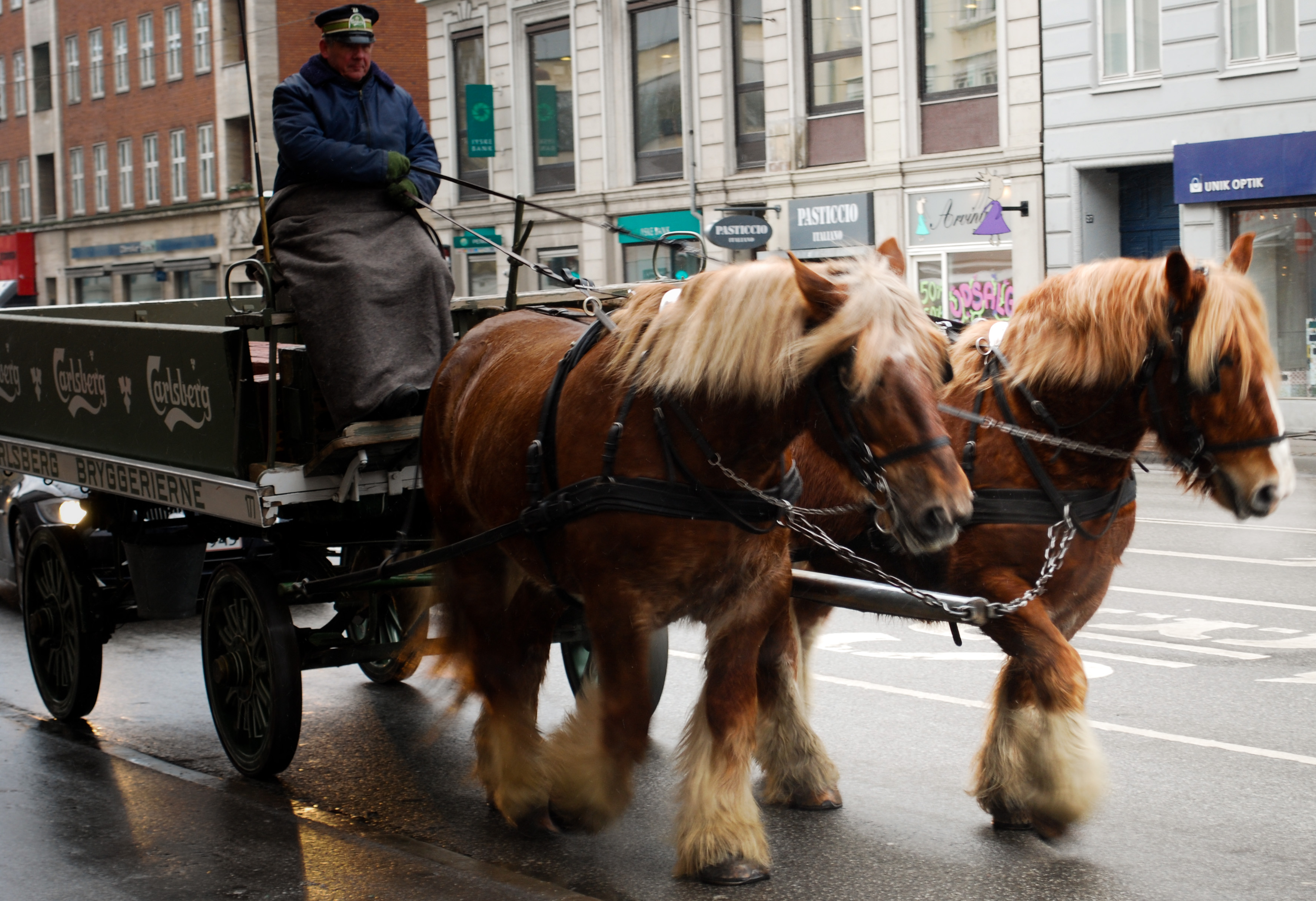
Brouwerijpaarden
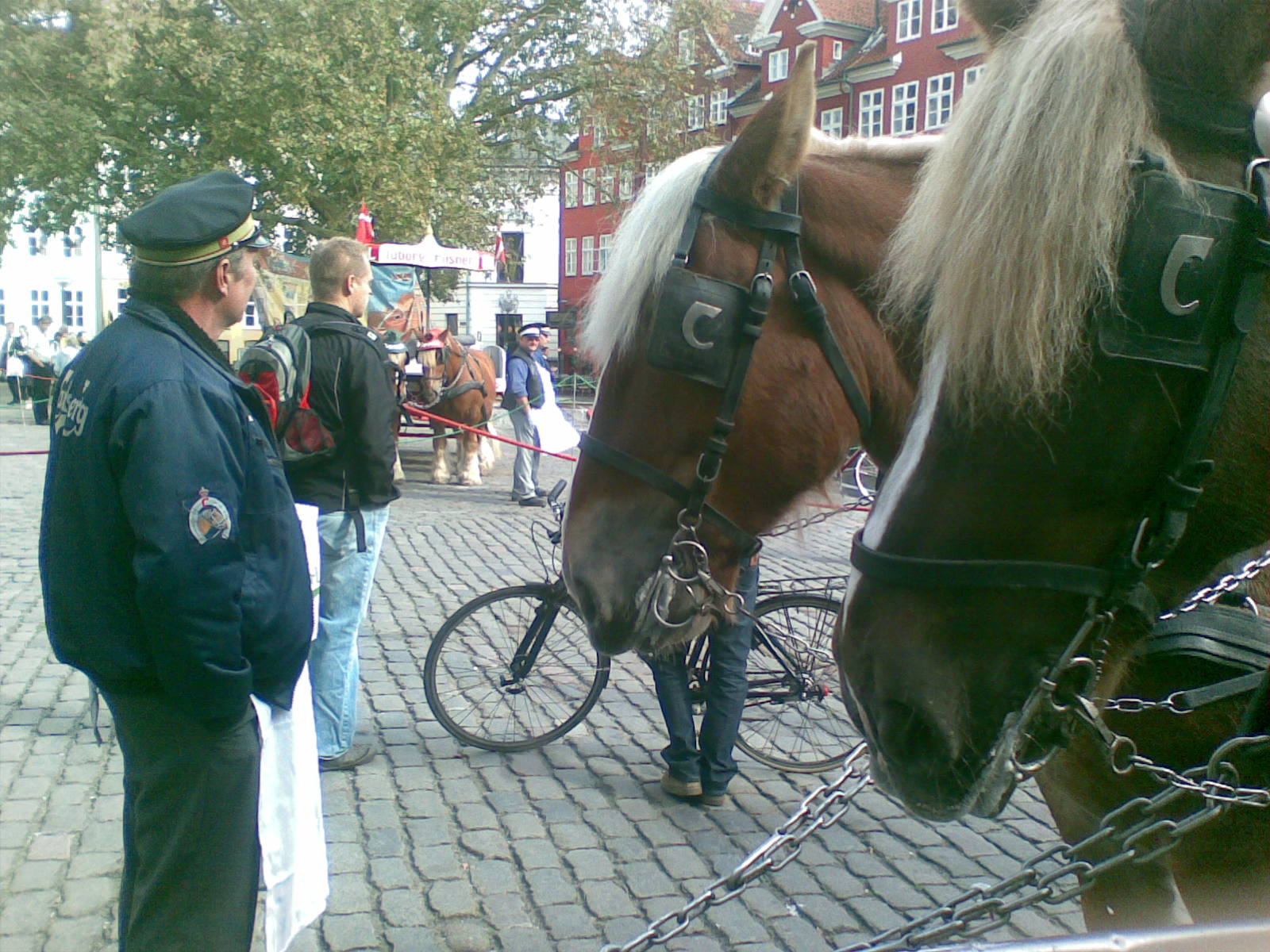
Span in het tuig
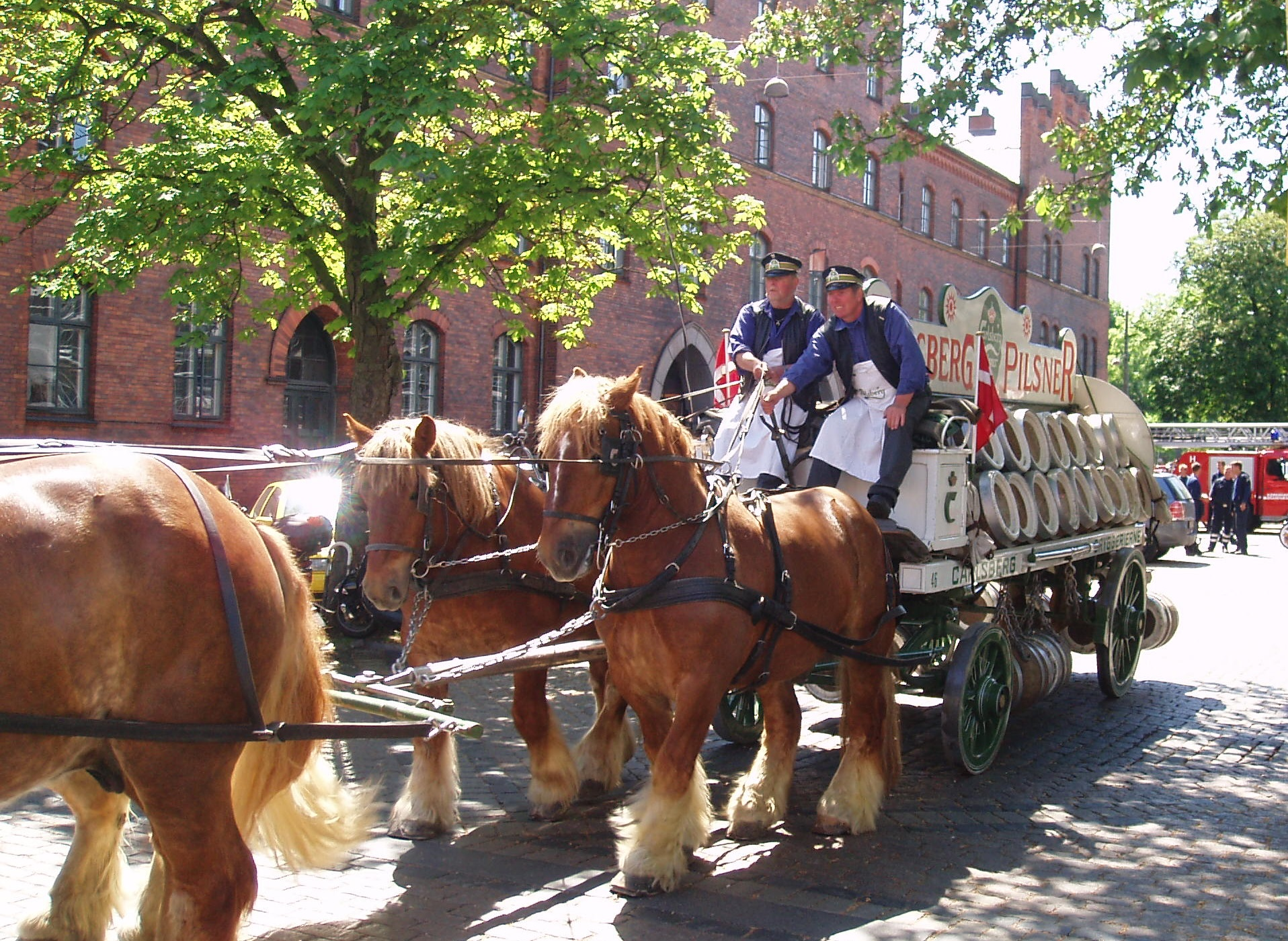
Vierspan